# 河村次郎
河村 次郎（かわむら じろう、1958年12月29日 - ）は、日本の哲学研究者。
青森県むつ市生まれ。1984年東洋大学文学部哲学科卒業。1991年同大学院文学研究科博士課程単位取得退学。91年から東洋大学非常勤講師。

## 著書
- 『時間・空間・身体 ハイデガーから現存在分析へ』醍醐書房　1999
- 『脳と精神の哲学 心身問題のアクチュアリティー』萌書房　2001
- 『意識の神経哲学』萌書房　2004
- 『心の哲学への誘い』萌書房　2007
- 『自我と生命 創発する意識の自然学への道』萌書房　2007
- 『心・生命・自然 哲学的人間学の刷新』萌書房　2009
- 『情報の形而上学 新たな存在の階層の発見』萌書房　2009
- 『創発する意識の自然学』萌書房 2012
- 『存在と時空』萌書房 2016
- 『新たな哲学の創発 22世紀に向けての超-哲学入門』萌書房　2019
- 『心の臨床哲学の可能性』amazon Kindle版　2020
- 『哲学的短編小説集』(上) amazon Kindle版　2021
- 『哲学的短編小説集』(下) amazon Kindle版　2021
- 『臨床哲学的短編小説集』amazon Kindle版　2022
- 『人生哲学的短編小説集』amazon Kindle版　2022

## 翻訳
- メダルト・ボス『不安の精神療法』醍醐書房　2000